# Chen Hong (Schauspielerin)
Chen Hong (chinesisch 陳紅 / 陈红, Pinyin Chén Hóng; * 13. Dezember 1968 in Jiangxi, Volksrepublik China) ist eine chinesische Schauspielerin und Filmproduzentin.
Chen Hong begann ihre künstlerische Laufbahn als Schülerin, wirkte als Studentin bereits in diversen Klassiker-Verfilmungen mit und etablierte sich so als Nachwuchsstar. Nach Beendigung ihres Studiums in der Shanghai Theatre Academy (上海戏剧学院) und der Beijing Qingnian Yishu Juyuan (北京青年艺术剧院, heute 中国国家话剧院 englisch National Theatre of China, NTTC) spielte sie in einer Vielzahl diverser Film- und Fernsehproduktionen, unterschiedlichster Genres mit. Dabei verkörperte die Darstellerin ein breites Repertoire vielfältiger Rollen – vom naiven Mädchen, über einer Rebellin zu einer athletischen Martial-Arts-Kämpferin.
1993 wurde sie vom chinesischen Publikum in die Auswahl der vier beliebtesten Schauspielerinnen des Landes gewählt. Außerdem wurde sie 1995 in Singapur in die Liste der aufsehenerregendsten asiatischen Schauspielerinnen aufgenommen und 2002 von der gesamtchinesischen Frauenvereinigung (englisch All-China Women’s Federation, ACWF) zur Botschafterin der chinesischen Frauen ernannt.
Sie ist seit 1996 mit dem chinesischen Filmregisseur Chen Kaige verheiratet und haben gemeinsam drei Kinder.